# Middleton (Cap-Oriental)
Pour les articles homonymes, voir Middleton.
Middleton est un hameau situé dans la province du Cap-Oriental en Afrique du Sud. Middleton est dans la zone rurale gérée par la municipalité locale de Blue Crane Route, dans le district de Sarah Baartman. 
Middleton est situé sur les rives de la Fish River, accessible par la route nationale N10, à 30 km au sud de Cookhouse. Le bourg fut établi en 1879 comme station d'arrêt du chemin de fer. L'ensemble du hameau est de nos jours la propriété d'un centre de soins, le Noupoort Christian Care Center.

## Source
- (en) Cet article est partiellement ou en totalité issu de l’article de Wikipédia en anglais intitulé « Middleton, Eastern Cape » (voir la liste des auteurs).